# Mozartstadt
Als Mozartstadt bezeichnen sich vier Städte, da sie in besonderer Weise mit dem Leben der Komponisten Leopold Mozart (1719–1787) und besonders seinem Sohn Wolfgang Amadeus Mozart (1756–1791) in Verbindung stehen:
- Mozartstadt Augsburg
Geburtsort von Leopold Mozart (1719)

- Mozartstadt Prag
Durchbruch von Le nozze di Figaro (1786/87), Uraufführung von Don Giovanni (1787) und La clemenza di Tito (1791)

- Mozartstadt Salzburg
Geburtsort von W. A. Mozart (1756), Ort seiner ersten Schaffensperiode (1762–1781)

- Mozartstadt Wien
Ort der zweiten Schaffensperiode (1781–1791) und Sterbeort von W. A. Mozart (1791)